# Adam Pawłowicz
Adam Maciej Pawłowicz (ur. 6 listopada 1962) – polski dziennikarz, menedżer i przedsiębiorca.

## Życiorys
Ukończył polonistykę na Uniwersytecie Jagiellońskim, był również stypendystą Fundacji German Marshall Fund & Duke University w Karolinie Północnej. Ukończył także studia MBA w Szkole Głównej Handlowej w Warszawie, uzyskując dyplom Uniwersytetu w Calgary. Został też absolwentem IESE Business School w Barcelonie. Członek Opus Dei.
Jako dziennikarz związany był głównie z mediami elektronicznymi – radiem i telewizją. Pracował w Telewizyjnej Agencji Informacyjnej TVP, gdzie był m.in. redaktorem Pulsu dnia, oraz w Radiu Plus. W latach 90. pracował w Polsacie, gdzie prowadził m.in. Informacje i program publicystyczny Ring. Publikował w dzienniku „Życie”.
W latach 1998–2002 zasiadał w radzie nadzorczej Polskiej Agencji Prasowej, a w latach 1999–2001 był prezesem Państwowej Agencji Inwestycji Zagranicznych. W latach 2002–2005 pracował w Kancelarii Prawnej White & Case, od 2003 do 2006 wchodził również w skład rady nadzorczej TVP. Od grudnia 2005 do marca 2006 zasiadał w radzie nadzorczej PKN Orlen. Do 2008 pełnił funkcję prezesa zarządu Ruchu. Później obejmował kierownicze stanowiska w spółkach prawa handlowego, m.in. z branży ochroniarskiej, w tym Konsalnet.

## Odznaczenia
W 2012 prezydent Bronisław Komorowski odznaczył go Krzyżem Kawalerskim Orderu Odrodzenia Polski.